# Microsoft Windows 10のバージョン履歴/バージョン 1507
Microsoft Windows 10のバージョン履歴/バージョン 1507では、Microsoft Windows 10のバージョン履歴のうち、バージョン 1507の更新履歴について記述する。

## バージョン履歴
＊LTSB のみに配信されたビルドは、以下の表に掲載していない。
| Windows 10 バージョン 1507 のプレビュービルド | Windows 10 バージョン 1507 のプレビュービルド           | Windows 10 バージョン 1507 のプレビュービルド | Windows 10 バージョン 1507 のプレビュービルド |
| OS ビルド                                     | リリース日                                              | 有効期限 (ブランチ)                           | ハイライト |
| --------------------------------------------- | ------------------------------------------------------- | --------------------------------------------- | --- |
| 9841.0                                        | Windows Insider: 2014年10月1日                          | 有効期限: 2015年4月15日 (fbl_release)         | - 最初のプレビュー版。 - コマンドプロンプトで様々なショートカットキーが使えるようになり、ウィンドウを画面いっぱいに最大化できるようになった。 - スタートメニューが再び搭載。 - スナップできるウィンドウの個数が2個から4個に増加。 - タスクビュー（仮想デスクトップ）の搭載。 - 従来のデスクトップアプリ版の電卓は、クリーンインストールした場合には存在しないが、以前のWindowsからアップグレードした場合のみ引き継がれる。 - Windows 8/8.1ではフルスクリーンでしか表示できなかったストア アプリのウィンドウ表示に対応。 |
| 9860.0                                        | Windows Insider: 2014年10月21日                         | 有効期限: 2015年4月15日 (fbl_release)         | - 約7,000件の改良と既知の問題の修正。 - 様々なシステムやアプリの通知を一覧で表示するアクションセンターを搭載。 |
| 9879.0                                        | Fast リング: 2014年11月12日 Slow リング: 2014年11月25日 | 有効期限: 2015年4月15日 (fbl_release)         | - 新たな3指のジェスチャーに対応。 - Internet Explorerに新しいEdgeHTMLレンダリングエンジンのプレビュー搭載。 - ディスククリーンアップユーティリティによるオペレーティングシステムの圧縮。 - OneDriveとローカルコンテンツの選択同期。 - タスクバー上にある『タスクビュー』と『検索』ボタンを非表示にできるようになった。 |
| 9879.2                                        | Fast リング: 2014年11月12日                             | 有効期限: 2015年4月15日 (fbl_release)         | - KB3016725 - バグフィックス |
| 9879.3                                        | Fast リング: 2014年11月24日                             | 有効期限: 2015年4月15日 (fbl_release)         | - KB3019269 - バグフィックス |
| 9879.4                                        | Fast リング: 2014年11月25日 Slow リング: 2014年11月25日 | 有効期限: 2015年4月15日 (fbl_release)         | - KB3018943 - セキュリティの更新 |
| 9879.5                                        | Fast リング: 2014年12月1日 Slow リング: 2014年12月1日   | 有効期限: 2015年4月15日 (fbl_release)         | - KB3020114 - バグフィックス |
| 9879.6                                        | Fast リング: 2014年12月9日 Slow リング: 2014年12月9日   | 有効期限: 2015年4月15日 (fbl_release)         | - KB3021937 - バグフィックス |
| 9879.7                                        | Fast リング: 2014年12月9日 Slow リング: 2014年12月9日   | 有効期限: 2015年4月15日 (fbl_release)         | - KB3022827 - セキュリティの更新 |
| 9879.8                                        | Fast リング: 2014年12月15日 Slow リング: 2014年12月15日 | 有効期限: 2015年4月15日 (fbl_release)         | - KB3025096 - バグフィックス |
| 9926.0                                        | Fast リング: 2015年1月23日 Slow リング: 2015年1月23日   | 有効期限: 2015年10月1日 (fbl_awesome1501)     | - 日本語版を含む21か国語版が公開。 - アラームアプリに、世界時計の他にタイマーとストップウォッチが搭載された。 - Cortanaがアメリカ英語のみサポート。 - 従来のデスクトップアプリ版「電卓」がモダンアプリ版に置き換わった。 - スタートメニューに全画面ボタンが追加。 - マップアプリがCortanaに統合され、地図を保存してオフラインでも利用できるようになった。。 - フォトアプリに、集約されたコンテンツと自動拡張機能を搭載した。。 - ウィンドウ枠のデザインの変更。 - 設定アプリのレイアウトが一新。 - タスクバーの再スタイルの新しい不透明な外観で、より小さなアプリケーションのアイコンと、アクティブなアプリケーションを示すための下線が追加された。 - タスクバー上の検索ボタンは、デフォルトで検索ボックスに変更された。 - 新しいXboxアプリ。 - DirectX 12が追加された（このビルドではまだ使用できない）。                                                                        |
| 10041.0                                       | Fast リング: 2015年3月18日 Slow リング: 2015年3月24日   | 有効期限: 2015年10月1日 (fbl_impressive)      | - Cortanaに、中国語、フランス語、ドイツ語、イタリア語、スペイン語、イギリス語のサポートが追加された。 - 短いテキストエントリの手書き入力キャンバスの最適化。 - 「Insider Hub」「フォト」「Windows フィードバック」アプリの改良。 - Windows 10を利用するユーザーを補助するために、ロックスクリーンの背景を”did you know”機能と共に変更する機能の追加。 - タスクバーからだけではなく、設定アプリからでもネットワークに接続できるようになった。 - 開いているアプリケーションはデフォルトで全ての仮想デスクトップのタスクバーには表示されないようになり、デスクトップ間で移動可能になった。 - 仮想プリンターとして"PDF to Prints"が追加された。 - スタートボタンが小さくなり、新しいホバーアニメーションに変更された。 - スタート機能が変更され、再びAero Glassが搭載された。 |
| 10049.0                                       | Fast リング: 2015年3月30日                              | 有効期限: 2015年10月1日 (fbl_impressive)      | - 「アラーム＆時計」「電卓」「ボイスレコーダー」アプリにおいて、インターフェイスの一新。 - 新しいブラウザーソフトの"Microsoft Edge"のプレビュー版がデビューされた。 - Bio Enrollmentアプリが追加されたものの、用途が未だ不明かつアクセスできない。 |
| 10061.0                                       | Fast リング: 2015年4月22日                              | 有効期限: 2015年10月1日 (fbl_impressive)      | - 「メール」「カレンダー」「MSN天気」「MSNマネー」などのアプリにおいて、インターフェイスの一新とパフォーマンスの向上。 - 音楽とビデオのアプリのプレビュー版は、そのWindows 8のカウンターパートと一緒に含まれています。 - スタートメニュー全体やタスクバーとアクションセンターの新しい黒のシステムテーマに採用。 - スタートメニュー、タスクバー、アクションセンター、プレビューウィンドウは、透明性のためのオプションが追加された。 - スタートメニューにサイズ変更が可能となった。 - タブレットモード時にスタートボタン、Cortana、タスクビューボタンをタッチしやすくするためのUIの調整がされた。 - 起動時にタブレットモードを規定とする新しい設定が追加された。10インチ以下のタブレットでは、この設定がデフォルトとなる。 - 新しく洗練されたWindowsのアイコン、閉じるボタン、およびサムネイル。 - ソリティアが"マイクロソフトソリティアコレクション"として、このビルドで復活した。 |
| 10074.0                                       | Fast リング: 2015年4月29日 Slow リング: 2015年4月29日   | 有効期限: 2015年10月1日 (fbl_impressive)      | - Cortanaが、スタートメニューに統合された。 - ライブタイルの機能強化。新しいアニメーションとライブタイルの無効化設定が含まれる。 - スタートメニューのためのUIが改善され、一部のユーザーは背景をぼかした。 - Windows システムサウンドが新しくなった。 - 個人設定が設定アプリに移動され。他に改善された。 |
| 10074.1                                       | Fast リング: 2015年4月29日 Slow リング: 2015年4月29日   | 有効期限: 2015年10月1日 (fbl_impressive)      | - KB3061161 - 品質改善及びバグフィックス |
| 10122.0                                       | Fast リング: 2015年5月20日                              | 有効期限: 2015年10月1日 (fbl_impressive)      | - Microsoft Edgeに、新しいタブページが搭載された。 - スタートメニューのよく使う項目と電源オプションが一番下に移動。 - スタートメニューとスタート画面に切り替えるためのオプションが、設定アプリに移動。 - デフォルトのアプリケーションの処理方法が変更。 - 「People」「天気」「マネー」「Insider Hub」などのアプリにおいて、インターフェイスの一新とパフォーマンスの向上。 |
| 10130.0                                       | Fast リング: 2015年5月29日 Slow リング: 2015年6月12日   | 有効期限: 2015年10月1日 (fbl_impressive)      | - 設定アプリからカスタマイズ→スタートの順で開いて、スタートをカスタマイズすることができるようになった。 - アイコンデザインの一新。 - ジャンプリストの一新。 - Continuumの改善。 - Microsoft Edgeの改善（名称はProject Spartanのまま）。 - 「映画＆テレビ」アプリでの再生機能の改善。 - ⊞ Win+Cキーを使用して、Cortanaの音声認識を起動することができるようになった。 |
| 10158.0                                       | Fast リング: 2015年6月29日                              | 有効期限: 2015年10月1日 (fbl_impressive)      | - 新しいブラウザーソフトの名称が"Microsoft Edge"に決定。 - Microsoft Edgeに新機能が追加。 - UXの改善。 - Cortanaの更新と統合。 - フォトアプリの更新。 - Snipping Toolをタイマーで使用することができるようになった。 - Insider Hubがオプション機能にて入手しない限り利用できなくなった。 - Windowsフォトビューアーは、既定ではファイル関連設定ができなくなった。 |
| 10159.0                                       | Fast リング: 2015年6月30日                              | 有効期限: 2015年10月1日 (fbl_impressive)      | - Windows 10オリジナルのデスクトップ壁紙が搭載された。 - ログイン画面が一新。 - 約300件以上の修正。 |
| 10162.0                                       | Fast リング: 2015年7月2日 Slow リング: 2015年7月6日     | 有効期限: 2015年10月1日 (fbl_impressive)      | - 信頼性、パフォーマンス、バッテリー寿命、互換性の向上。 - タブレットモードの使用方法についてのポップアップ説明。 |
| 10166.0                                       | Fast リング: 2015年7月9日                               | 有効期限: 2015年10月1日 (fbl_impressive)      | - バグ修正 - Wi-Fiの利用権をWindowsストアにて購入可能（米国のシアトル、ワシントン州のみ）。 - ローカルホストループバックがMicrosoft Edgeではデフォルトで有効になった。 |

| Windows 10 バージョン 1507 の公開後の更新 | Windows 10 バージョン 1507 の公開後の更新 | Windows 10 バージョン 1507 の公開後の更新                                         | Windows 10 バージョン 1507 の公開後の更新 |
| OS ビルド                                 | KB番号                                    | リリース日                                                                        | 概要 |
| ----------------------------------------- | ----------------------------------------- | --------------------------------------------------------------------------------- | --- |
| 10240.16384                               | N/A                                       | Fast リング: 2015年7月15日 Slow リング: 2015年7月15日 一般リリース: 2015年7月29日 | - PC製造業者に配布され、発売初日のWindows 10 PCにプリインストールされていたビルド（RTM）。 - さらなるバグ修正。 - Microsoft Edgeのパフォーマンスの向上。   |
| 10240.16389                               | KB3074663                                 | Fast リング: 2015年7月15日 Slow リング: 2015年7月15日                             | - セキュリティの強化とバグ修正 |
| 10240.16391                               | KB3074665                                 | Fast リング: 2015年7月17日 Slow リング: 2015年7月17日                             | - Adobe Flash Playerに関連したセキュリティの強化 - さらなるバグの修正                                                                                      |
| 10240.16393                               | KB3074669                                 | Fast リング: 2015年7月20日 Slow リング: 2015年7月20日                             | - セキュリティの強化とバグ修正 |
| 10240.16394                               | KB3074674                                 | Fast リング: 2015年7月21日 Slow リング: 2015年7月21日                             | - セキュリティの強化とバグ修正 |
| 10240.16397                               | KB3074680                                 | Fast リング: 2015年7月24日 Slow リング: 2015年7月24日                             | - セキュリティの強化とバグ修正 |
| 10240.16399                               | KB3074681                                 | Fast リング: 2015年7月25日 Slow リング: 2015年7月25日                             | - セキュリティの強化とバグ修正 |
| 10240.16405                               | KB3074683                                 | Fast リング: 2015年7月29日 Slow リング: 2015年7月29日 一般リリース: 2015年7月29日 | - 品質の改善とセキュリティの強化 |
| 10240.16413                               | KB3081424                                 | Fast リング: 2015年8月5日 Slow リング: 2015年8月5日 一般リリース: 2015年8月5日    | - 品質の改善 |
| 10240.16430                               | KB3081436                                 | Fast リング: 2015年8月11日 Slow リング: 2015年8月11日 一般リリース: 2015年8月11日 | - 品質の改善とセキュリティの強化 |
| 10240.16433                               | KB3081438                                 | Fast リング: 2015年8月14日 Slow リング: 2015年8月14日 一般リリース: 2015年8月14日 | - 品質の改善 - Fast リングは8月18日よりバージョン 1511のプレビュー版に移行したため、このビルドがバージョン 1507の最後の配信となった。                      |
| 10240.16445                               | KB3081444                                 | Slow リング: 2015年8月18日 一般リリース: 2015年8月18日                            | - 品質の改善とセキュリティの強化 |
| 10240.16463                               | KB3081448                                 | Slow リング: 2015年8月27日 一般リリース: 2015年8月27日                            | - 品質の改善 |
| 10240.16487                               | KB3081455                                 | Slow リング: 2015年9月8日 一般リリース: 2015年9月8日                              | - 品質の改善とセキュリティの強化 |
| 10240.16520                               | KB3093266                                 | Slow リング: 2015年9月30日 一般リリース: 2015年9月30日                            | - 品質の改善 |
| 10240.16549                               | KB3097617                                 | Slow リング: 2015年10月13日 一般リリース: 2015年10月13日                          | - 品質の改善とセキュリティの強化 - Slow リングは10月16日よりバージョン 1511のプレビュー版へ移行したため、このビルドがバージョン 1507の最後の配信となった。 |
| 10240.16566                               | KB3105210                                 | 一般リリース: 2015年10月27日                                                      | - 品質の改善とセキュリティの強化 |
| 10240.16590                               | KB3105213                                 | 一般リリース: 2015年11月10日                                                      | - 品質の改善とセキュリティの強化 |
| 10240.16601                               | KB3116869                                 | 一般リリース: 2015年12月8日                                                       | - 品質の改善とセキュリティの強化 |
| 10240.16644                               | KB3124266                                 | 一般リリース: 2016年1月12日                                                       | - 品質の改善とセキュリティの強化 |
| 10240.16683                               | KB3135174                                 | 一般リリース: 2016年2月9日                                                        | - 品質の改善とセキュリティの強化 |
| 10240.16725                               | KB3140745                                 | 一般リリース: 2016年3月8日                                                        | - 品質の改善とセキュリティの強化 |
| 10240.16769                               | KB3147461                                 | 一般リリース: 2016年4月12日                                                       | - 品質の改善とセキュリティの強化 |
| 10240.16854                               | KB3156387                                 | 一般リリース: 2016年5月10日                                                       | - 品質の改善とセキュリティの強化 |
| 10240.16942                               | KB3163017                                 | 一般リリース: 2016年6月14日                                                       | - 品質の改善とセキュリティの強化 |
| 10240.17024                               | KB3163912                                 | 一般リリース: 2016年7月12日                                                       | - 品質の改善とセキュリティの強化 |
| 10240.17071                               | KB3176492                                 | 一般リリース: 2016年8月9日                                                        | - 品質の改善とセキュリティの強化 |
| 10240.17113                               | KB3185611 KB3193821                       | 一般リリース: 2016年9月13日                                                       | - 品質の改善とセキュリティの強化 - KB3185611にネットワーク伝送問題があったため、全く同じ内容のKB3193821が9月20日にリリースされた。                         |
| 10240.17146                               | KB3192440                                 | 一般リリース: 2016年10月11日                                                      | - 品質の改善とセキュリティの強化 |
| 10240.17190                               | KB3198585                                 | 一般リリース: 2016年11月8日                                                       | - 品質の改善とセキュリティの強化 |
| 10240.17202                               | KB3205383                                 | 一般リリース: 2016年12月13日                                                      | - 品質の改善とセキュリティの強化 |
| 10240.17236                               | KB3210720                                 | 一般リリース: 2017年1月10日                                                       | - 品質の改善とセキュリティの強化 |
| 10240.17319                               | KB4012606                                 | 一般リリース: 2017年3月14日                                                       | - 品質の改善とセキュリティの強化 |
| 10240.17320                               | KB4016637                                 | 一般リリース: 2017年3月22日                                                       | - 品質の向上 |
| 10240.17354                               | KB4015221                                 | 一般リリース: 2017年4月11日                                                       | - 品質の改善とセキュリティの強化 |
| 10240.17394                               | KB4019474                                 | 一般リリース: 2017年5月9日                                                        | - 品質の改善とセキュリティの強化 - このビルドをもって、LTSBを除くバージョン 1507のサポートは終了した。                                                     |
| 10240.17443                               | KB4022727                                 | 一般リリース: 2017年6月13日                                                       | - サポート終了後であるが例外的に提供。 - 品質の改善とセキュリティの強化                                                                                    |
| 10240.17446                               | KB4032695                                 | 一般リリース: 2017年6月27日                                                       | - サポート終了後であるが例外的に提供。 - 品質の改善 |